# Gościeradów (gromada)
Wilkołaz – dawna gromada, czyli najmniejsza jednostka podziału terytorialnego Polskiej Rzeczypospolitej Ludowej w latach 1954–1972.
Gromady, z gromadzkimi radami narodowymi (GRN) jako organami władzy najniższego stopnia na wsi, funkcjonowały od reformy reorganizującej administrację wiejską przeprowadzonej jesienią 1954 do momentu ich zniesienia z dniem 1 stycznia 1973, tym samym wypierając organizację gminną w latach 1954–1972.
Gromadę Gościeradów z siedzibą GRN w Gościeradowie (obecnie są to cztery wsie: Gościeradów Ukazowy, Gościeradów Plebański, Gościeradów-Kolonia i Gościeradów-Folwark) utworzono – jako jedną z 8759 gromad na obszarze Polski – w powiecie kraśnickim w woj. lubelskim na mocy uchwały nr 10 WRN w Lublinie z dnia 5 października 1954. W skład jednostki weszły obszary dotychczasowych gromad Gościeradów, Gościeradów Ukazowy, Gościeradów Plebański, Gościeradów kol. Nr 1, Salomin i Wólka Gościeradowska ze zniesionej gminy Gościeradów w tymże powiecie. Dla gromady ustalono 27 członków gromadzkiej rady narodowej.
1 stycznia 1960 do gromady Gościeradów włączono wieś Szczecyn ze zniesionej gromady Szczecyn w tymże powiecie.
1 stycznia 1969 do gromady Gościeradów włączono wsie Liśnik Duży, Kolonia Liśnik Duży i Suchodoły ze zniesionej gromady Liśnik Duży w tymże powiecie.
1 stycznia 1970 do gromady Gościeradów włączono wieś Marynopole z gromady Trzydnik (Duży) w tymże powiecie.
Gromada przetrwała do końca 1972 roku, czyli do kolejnej reformy gminnej. 1 stycznia 1973 w powiecie kraśnickim reaktywowano gminę Gościeradów.